# Rohr (Bajorország)
Rohr település Németországban, azon belül Bajorországban. Lakosainak száma 3789 fő (2023. december 31.). Rohr Roßtal, Stein, Nürnberg, Schwabach, Kammerstein, Windsbach és Heilsbronn községekkel határos.

## Népesség
| Lakosok száma | 2509 | 829  | 3542 | 3548 | 3566 | 3637 | 3694 | 3715 | 3780 | 3789 |
|               | 1970 | 1975 | 2011 | 2012 | 2014 | 2015 | 2017 | 2019 | 2022 | 2023 |